# Haplochromis retrodens
Haplochromis retrodens är en fiskart som först beskrevs av Hilgendorf, 1888.  Haplochromis retrodens ingår i släktet Haplochromis och familjen Cichlidae. IUCN kategoriserar arten globalt som sårbar. Inga underarter finns listade i Catalogue of Life.